# Xperia Play
De Xperia Play is een smartphone met elementen van een draagbare spelcomputer geproduceerd door Sony Ericsson. De Xperia draait op het besturingssysteem Android 2.3.7 Gingerbread en heeft een PlayStation Certified-programma waardoor het PlayStation-spellen mobiel kan spelen. Oorspronkelijk aangekondigd als een "PlayStation Phone", heeft het apparaat de merknaam "PlayStation" afgeschud ten gunste van het merk Xperia, dat draait op het Android besturingssysteem.
Op 13 februari 2011, op Mobile World Congress (MWC) 2011, werd aangekondigd dat het apparaat wereldwijd zou worden verzonden in maart 2011, met een lanceringsopstelling van ongeveer 50 softwaretitels.